# Chapelle Saint-Vincent-de-Paul (Jérusalem)
Pour les articles homonymes, voir Chapelle Saint-Vincent-de-Paul.

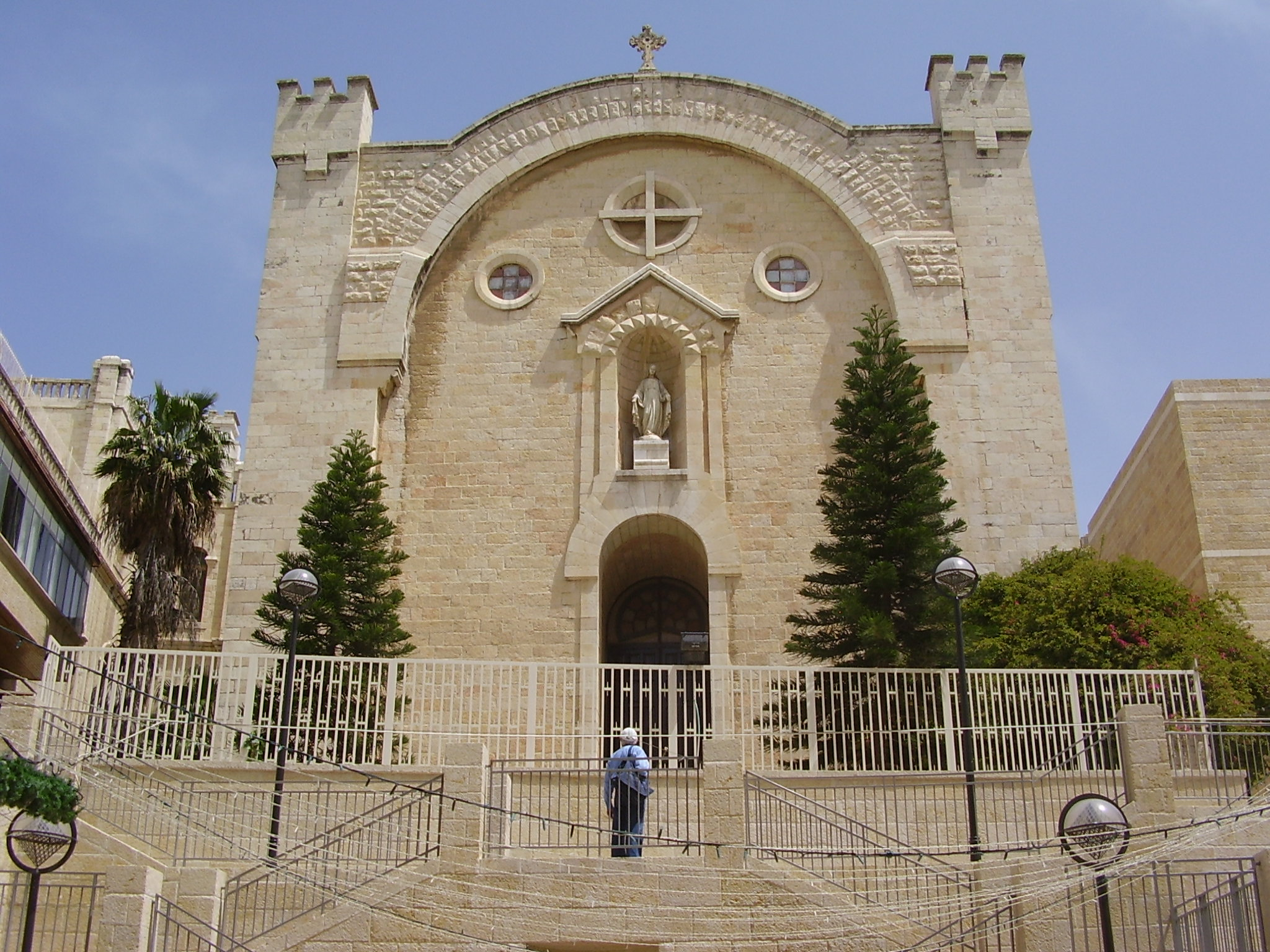
Façade de la chapelle Saint-Vincent-de-Paul

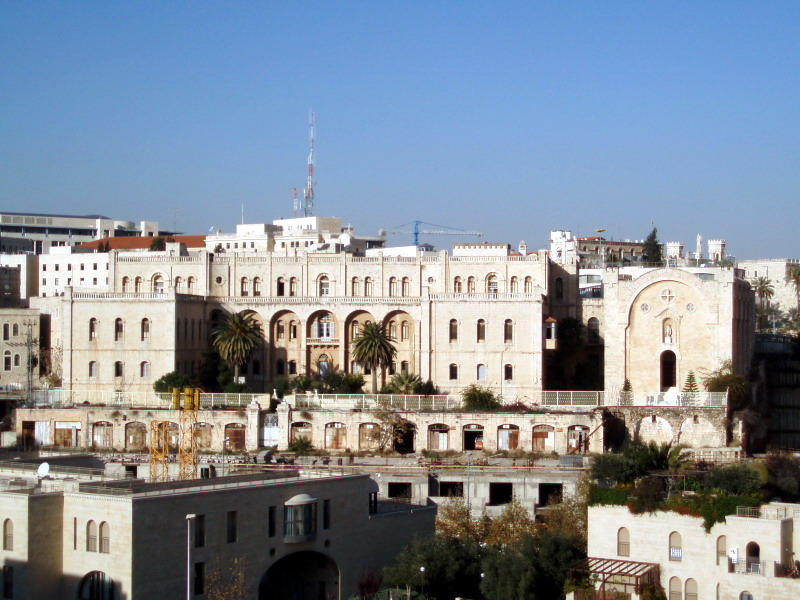
Vue de la chapelle avec l'hospice et l'orphelinat à gauche, avant les constructions

La chapelle Saint-Vincent-de-Paul est une grande chapelle catholique de Jérusalem qui dessert l'hospice Saint-Vincent-de-Paul de Jérusalem. Elle est dédiée au fondateur des Filles de la Charité à qui appartiennent l'hôpital et la crèche attenante. C'est l'une des grandes églises catholiques de la ville. Les Sœurs sont présentes en Terre sainte depuis 1884.
La chapelle est bâtie en style néo-roman. La nef centrale est délimitée de piliers néo-romans soutenant des galeries latérales.
De hauts immeubles modernes, dont la construction a été permise récemment par les autorités israéliennes, cachent désormais la vue de l'hospice et de la chapelle, et masquent ces édifices chrétiens de l'horizon de la ville.

## Présence des Filles de la Charité en Terre sainte
La congrégation est présente, en plus de Jérusalem, à Béthanie, à Bethléem, à Ein Karem, à Haïfa et à Nazareth, où elle entretient des hôpitaux, orphelinats ou maisons de retraite.

## Adresse
Hospice Saint-Vincent-de-Paul, 3 Rehov Shlomo Hamelekh,

P.O.B. 1404,

91013 Jérusalem
Depuis 2021, la supérieure de la congrégation est sœur Françoise Petit.